# Шидловецкий, Станислав
Станислав Шидловецкий (пол. Stanisław Szydłowiecki; около 1405—1493, Краков) — польский государственный деятель, каштелян жарнувский (с 1462) и радомский (с 1478), маршалок надворный коронный с 1467 года, бургграф краковский (с 1471), староста краковский (1490—1491).

## Биография
Представитель польского дворянского рода Шидловецких герба «Одровонж». Старший сын польского рыцаря Якуба Шидловецкого (ум. 1433/1436). Младшие братья — Пётр и Николай «Старший».
Занимал посты каштеляна жарнувского (с 1462) и радомского (с 1478), маршалка королевского двора и вахмистра королевских сыновей с 1467 года, бургграфа краковского (с 1471), старосты краковского (1490—1491).
Поддерживал близкие отношения с Яном Длугошем и Филиппом Каллимахом.
В 1466 году участвовал в заключении Второго Торуньского мира между Польским королевством и Тевтонским орденом.
В 1470 году в Шидловце он построил готический замок на месте старой деревянной крепости, достойной сенатора и маршалка королевского двора, и значительно укрепил род Шидловецких. Инициатор изменения прав города с польского на магдебургское.

## Семья
1-я жена с 1449 года Барбара Старосельская (герб Абданк), от которой у него было трое детей;
- Катажина Шидловецкая
- Ян Шиловецкий
- Якуб Шидловецкий «Младший» (ок. 1453—1509), подскарбий надворный и великий коронный

2-я жена с 1464 года Софья Годзиковская (ок. 1440 — ок. 1505), от брака с которой у него было девять детей:
- Кшиштоф Шидловецкий (1466—1532), подканцлер и канцлер великий коронный
- Пётр Шидловецкий (1477—1507), бургграф и подкоморий краковский
- Павел Шидловецкий (1478—1506), католический священник
- Анна Шидловецкая
- Николай Шидловецкий «Младший» (1480—1532), подскарбий великий коронный
- Барбара Шидловецкая
- Мартин Шидловецкий
- Эльжбета Шидловецкая
- дочь (имя неизвестно)